# Ele e ela
Ele e ela é uma canção portuguesa. Foi a canção vencedora da III Edição do Grande Prémio TV da Canção (actual Festival RTP da Canção) em 1966, vindo a representar Portugal no Festival Eurovisão da Canção 1966 que se realizou no Luxemburgo.

## Festival RTP da Canção
A canção foi a primeira classificada de entre oito, com um total de 81 pontos atribuídos pelos júris regionais.

## Eurovisão da Canção
A canção foi interpretada em português por Madalena Iglésias.  Foi a oitava canção a ser interpretada na noite do evento, a seguir à canção finlandesa Playboy, cantada por Ann Christine e antes da canção austríaca "Merci, Chérie", interpretada por Udo Jürgens. Terminou a competição em 13.º lugar (entre 18 participantes), tendo recebido um total de 6 pontos.

### Votação
| País      | Pontuação |
| --------- | --------- |
| Espanha   | 5 pontos  |
| Dinamarca | 1 ponto   |
| Total     | 6 pontos  |

## Autores
- Letra e música: Carlos Canelhas
- Orquestrador: Jorge Costa Pinto.[5]

## Letra
A canção é do estilo "chanson". popular nos inícios do Festival Eurovisão da Canção. Iglésias descreve a felicidade de duas pessoas apaixonadas - ele "um pouco tímido" e ela bonita. Esta canção tornou-se um clássico da música ligeira portuguesa, tendo surgido diversas versões de vários cantores.

## Versões
Madalena Iglésias gravou uma versão em castelhano intitulada "Él y ella".